# Foudre (transport d'hydravions)
Pour les articles homonymes, voir Foudre (homonymie).
La Foudre est un transport d'hydravions français, le premier de l'histoire. Son développement suit l'invention, en 1910, de l'hydravion avec le  Canard Voisin français.

## Croiseur porte-torpilleur

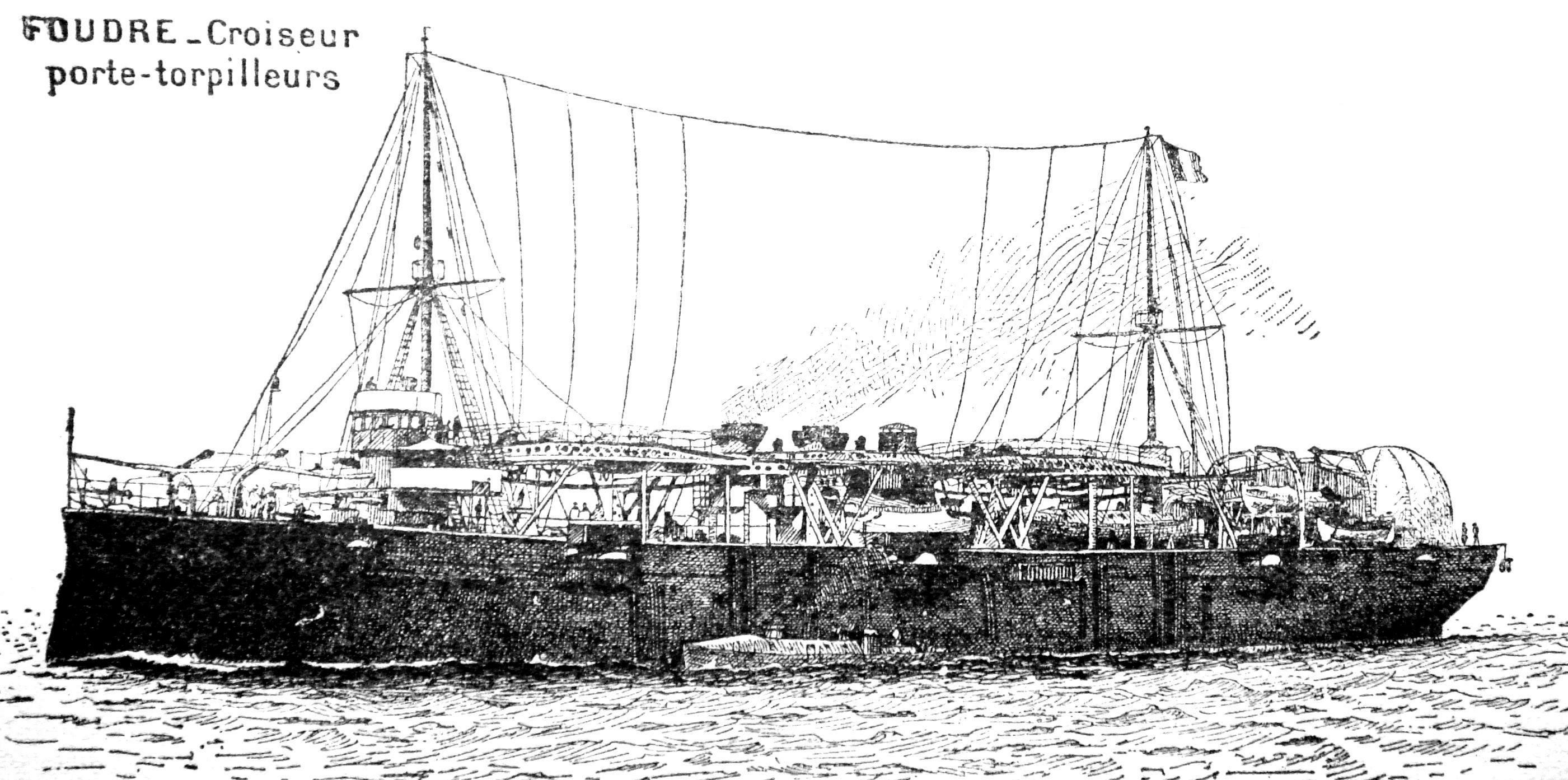
La Foudre comme porte-torpilleurs.

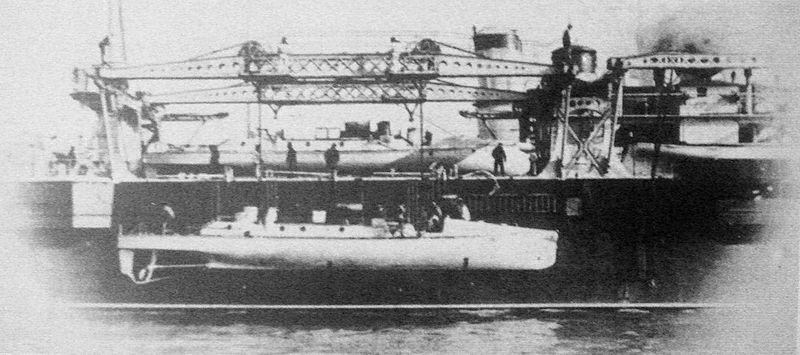
La Foudre et ses torpilleurs-vedettes.

Admise en service en 1897 dans la marine française la Foudre a d'abord été un croiseur porte-torpilleurs, dont le rôle consistait à mettre en œuvre en haute mer des petits torpilleurs-vedettes (au nombre de huit), dont la taille réduite et l'autonomie insuffisante ne leur permettaient pas de se rendre par eux-mêmes sur les lieux de l'action.
Par la suite transformée en bâtiment atelier (en 1907) puis en mouilleur de mines (en 1910) c'est en 1911 que la Foudre sera aménagée pour des expérimentations d'aviation.

## Porte-hydravions

### Bâtiment d'expérimentation pour l'aviation
En avril 1910, le vice-amiral Boué de Lapeyrère, alors ministre de la Marine, institue un comité d'étude sur l'utilisation par la marine des ballons et des avions.
Le 29 novembre 1911, une base d'aéronautique de la marine est établie à Fréjus Saint-Raphaël, le service de l'aviation maritime, future Aéronavale, est créé par décret du 20 mars 1912 par le capitaine de frégate Louis Fatou et le ravitailleur de torpilleurs Foudre est envoyé à l'arsenal de Toulon pour y être converti en ravitailleur d'hydravions. Le bâtiment est aménagé d'une manière totalement nouvelle. Une plate-forme est installée à l'avant pour permettre à un hydravion d'en décoller. L'hydravion devait ensuite se poser sur l'eau, puis être hissé à bord au moyen d'une grue. Fin 1912, l'aviateur Olivier de Montalent y réalise avec succès des essais avec un hydravion Breguet.

### Ravitailleur et base flottante d'hydravions
En 1913 la Foudre devient un porte-hydravions (dépôt, transport, et mis en œuvre par l'intermédiaire d'une grue) avec un pont d'envol. D'abord installés dans des hangars sur le pont principal, les hydravions torpilleurs étaient ensuite mis à l'eau à l'aide d'une grue.

### Expérimentations de décollage sur plateforme
En novembre 1913, une plateforme de 10 mètres de long est montée dans le but de lancer des hydravions Caudron G.3. Un décollage est mené avec succès le 8 mai 1914, mais la plateforme est démontée au début de la Première Guerre mondiale.

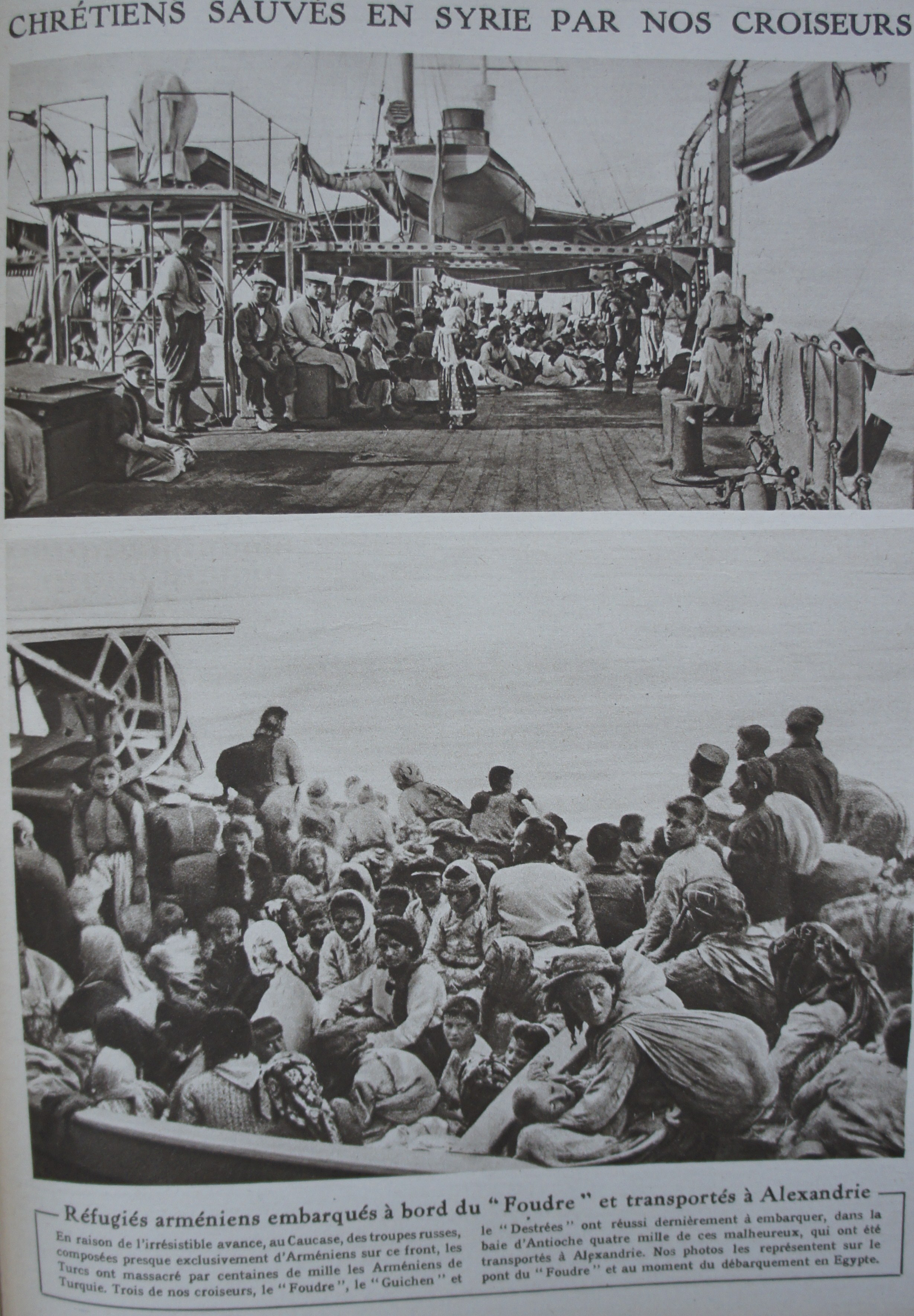
Arméniens réfugiés, embarqués dans la baie d'Antioche sur le croiseur Foudre, en direction d'Alexandrie, journal « Le Miroir », 24 octobre 1915

### Première Guerre mondiale
Au cours de ce conflit, la Foudre a principalement servi comme bâtiment base pour hydravions et pour sous-marins. 
Il participa, au sein de la 3e escadre, au blocus des côtes syriennes en 1915. 
En septembre 1915 il  participe au sauvetage des Arméniens insurgés du Djebel Moussa en les évacuant vers Port-Saïd. 
En 1916, elle est devenue bâtiment de commandement.

## Galerie photographique

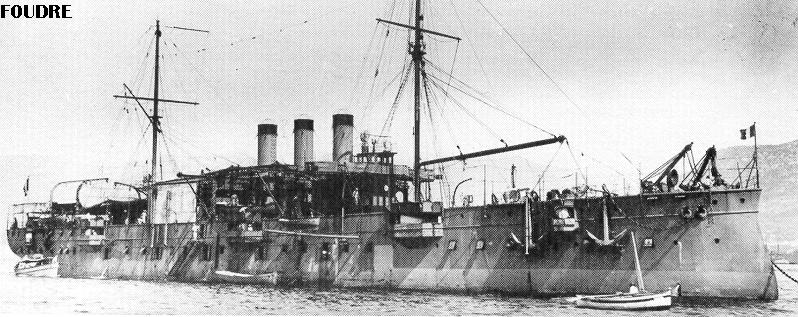
Le transport d'hydravions Foudre vers 1914.
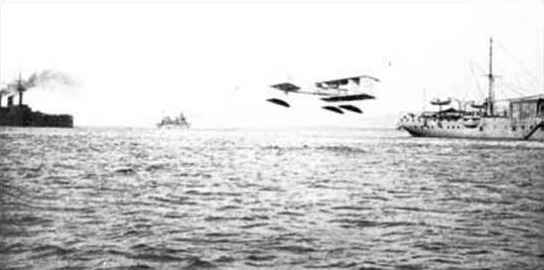
Essais du Canard Voisin aux mains du lieutenant de vaisseau Pierre Cayla avec la Foudre (juin 1912).
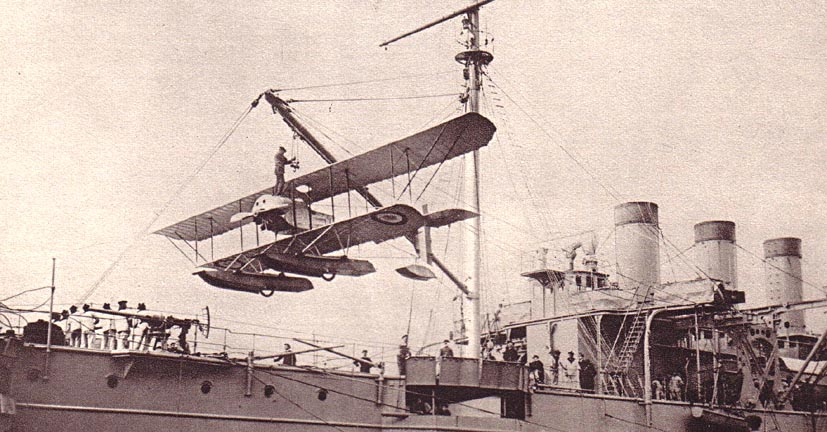
Embarquement d'un Caudron Type J sur la Foudre (9 juin 1914).